# Илия Карабиберов
Илия Карабиберов е български подофицер и революционер, деец на Върховния македонски комитет.

## Биография
Илия Карабиберов е роден в Сливен, тогава в Османската империя. Завършва Подофицерската школа в София и служи като старши подофицер в Българската армия. Участва във военната подготовка на дейците от ВМОК, а след разцеплението в комитета застава на страната на генерал Иван Цончев.
От 1901 година е войвода в Струмишко, а година по-късно в Малешевско. На 8 (21) януари 1901 година 4 часа се сражава при село Раянци. Според вестника „Автономия“, четата има няколко леко ранени, а турците 30 жертви. Участва и в Илинденско-Преображенското въстание.
През Балканската война е доброволец в Македоно-одринското опълчение и служи като взводен командир във 2 рота на 11-а Сярска дружина и знаменосец. Отличен е с „Орден за храброст“ IV степен. След 1912 година следата на Илия Карабиберов се губи.